# Tone Škerlj
Anton (Tone) Škerlj, slovenski pravnik, * 3. november 1935, Novo mesto, † 5. januar 2022.
Vse življenje je živel v Novem mestu, kjer je ustanovil odvetniško pisarno 1. januarja 1966. Nadaljeval je tradicijo prednikov: pradeda Janeza Ivana Škerlja (1848–1932), ki je bil sodnik, državni pravdnik ter v letih 1910 in 1911 odvetnik v Novem mestu in očeta Bogdana Škerlja (1912–1988). Slednji je diplomiral na Pravni fakulteti leta 1935 in zaključil poslovno pot kot javni pravobranilec.
Anton Škerlj je najprej delal kot sodnik v Trebnjem, nato v Službi pravne pomoči v Novem mestu, 1. januarja 1966 pa je ustanovil samostojno odvetniško pisarno v Novem mestu. Neprekinjeno je deloval kot odvetnik do leta 1995, ko se je 1. januarja 1995 upokojil. Čeprav upokojenec, je bil še vedno vsak dan v odvetniški pisarni in pomagal z izkušnjami in nasveti.
Anton Škerlj je bil aktiven član Odvetniške zbornice Slovenije in deloval kot član upravnega odbora in predsednik območnega zbora, takrat Območnega zbora odvetnikov Dolenjske. Osrednji del delovanja sovpada s časom, ko je bilo odvetništvo v nekdanjem pravnem redu ogroženo, ko je grozilo podržavljenje dejavnosti in odvzem samostojnosti odvetnikom in odvetniški zbornici. Kot aktivni član Območnega zbora OZS v Novem mestu in upravnega odbora Odvetniške zbornice se je vključeval v postopke sprejemanja Zakona o odvetništvu, Odvetniške tarife in urejanju razmerij med odvetniki in sodišči, državnimi organi in zlasti davčnimi organi.
Že kot upokojeni odvetnik je pripravil in kot avtor v Območnem zboru Novo mesto izdal zbornik s podatki o vseh delujočih odvetnikih na območju Okrožnega sodišča v Novem mestu, oziroma prej Temeljnega sodišča v Novem mestu od leta 1900 naprej.
Anton Škerlj je bil odvetnik, ki se je aktivno vključeval v širše okolje in deloval v institucijah civilne družbe. Postal je Naj meščan revije Novi medij za leto 2002. V utemeljitvi je navedeno: » … da je bil predsednik Društva Novo mesto, takrat že 10 let, da je bil že tretji mandat svetnik v občinskem svetu. Vodil je statutarno komisijo občinskega sveta, Z javnimi tribunami in s pismi pristojnim službam rešuje kulturno podobo mesta in drami zanimanje javnosti za dogajanje v njem.« Izpostavljen je: »njegov prispevek v LIONS CLUBU, ki dodobra izčrpa njegovo komunikacijsko moč osebnosti. Veliko energije posveča oživitvi in obnovi Narodnega doma. Škerlj je pustil pečat izpeljane akcije, odlične koordinacije projektov, nič filozofiranja, šteje dejanje samo … 30 let njegovega odvetniškega dela, poznavanje slehernega kotička Novega mesta. Rad ima konstruktivno kritiko, konkretne predloge, pravo pokončno držo, dobrodelnost za posameznika, mesto in družbo.« 
Leta 2003 je dobil nagrado Mestne občine Novo mesto. Iz gradiva Občinskega sveta Mestne občine Novo mesto z dne 19.3.2003, št. 032-04-2/2003-1130-2, je razvidno, da so obravnavali predloge za priznanje nagrade Mestne občine Novo mesto za leto 2002. Med obrazložitvijo predlogov je tudi predlog za Trdinovo nagrado za Toneta Škerlja. Izdan je sklep z dne 27.3.2003, št. 900-01-3/2003-1130, da se Antonu Škerlju podeli nagrada Mestne občine Novo mesto za prizadevanje pri ohranitvi kulturne dediščine na humanitarnem področju.

V obrazložitvi nagrade je zapisano: »da je podeljena za prizadevanja pri ohranitvi kulturne dediščine in na humanitarnem področju.« Izpostavljeno je, da je: »ugledni pravnik, človek z izjemno osebno širino, poštenostjo, načelnostjo in tehtno premišljenostjo, da je celo življenje dejaven in družaben, kulturen na humanitarnem področju v Novem mestu. Obogatil je delovanje LIONS CLUBA Novo mesto, na socialnem področju, skozi humanitarne dejavnosti za slepe in slabovidne. Kot predsednik Društva Novo mesto spodbuja ustvarjalni dialog za ohranitev mestnega jedra in Novega mesta v celoti. Pri tem si prizadeva združevati vse, ki lahko pri tem kakovostno sodelujejo. Takšna so tudi njegova prizadevanja pri projektu prenove Narodnega doma z odločnostjo, da Narodni dom ponovno postane ponos Novega mesta.«
V Živi, prilogi Dolenjskega lista, št. 2, leto XIII, februar 2014, je Tone Škerlj predstavljen kot eden od ustanoviteljev in dolgoletni predsednik Društva Novo mesto in novomeški odvetnik. Preko Društva Novo mesto je bil med ustanovitelji Ustanove za obnovo in oživitev Narodnega doma. Upravni odbor so sestavljali predstavniki Društva Novo mesto in občine. Društvo se je med njegovim predsednikovanjem dejavno vključilo tudi v ustanovitev novomeškega gledališča, danes APT (Anton Podbevšek teater) Novo mesto.
Bil je aktivni član Šahovskega društva Krka Novo mesto. V članku »Po potek Štukljeve dediščine, treningi v zakajeni kavarni« je podatek, da je Antona Škerlja za šah leta 1948 navdušil sošolec Mitja Sila. Anton Škerlj je takrat bil med dijaki prve povojne generacije novomeške gimnazije. Leta 1954 se je na republiškem tekmovanju uvrstil na državno prvenstvo v Vrnjački Banji. Moral je izbirati med pripravami na prvenstvo in študijem za prvi diplomski izpit na Pravni fakulteti. Odločil se je za študij.
Aktiven je bil aktiven do zadnjega leta življenja. Nudil je brezplačno pravno pomoč upokojencem. Pogosto se je odzival na dogodke v javnosti in objavljal v rubrikah Pisma bralcev in Odmevi dnevnika Delo.